# コードレス電話

電話機と充電器のイラスト

コードレス電話（コードレスでんわ）は、固定電話回線などに接続された親機と子機との間を無線通信で結ぶ電話機およびそのシステムである。原則として、電話回線に接続された親機を加入者が設置し、その親機が設置された宅内あるいは構内とその近傍でのみ通話可能である。基地局を通信会社が設置する携帯電話・公衆モードのPHSなどの移動体通信とは異なる。

## システムの概要
コードレス電話システムは家庭や事業所（オフィス）内で無線通信を利用する電話システムであり、その規格は一般には無線通信の免許が不要で済むような家庭や事業所向けの製品に対応したものとなっている。コードレス電話は公衆電気通信網に接続される端末設備であり、電気通信回線設備に直接又は端末系有線伝送路を経由して接続しているものを親機という。親機と家庭や事業所内の各所に配置する子機とは無線の通信回線によって接続される。子機間での通話（子機間通話）は親機を介せば同時通信できる機種や、親機を介さずトランシーバーとして交互通信できるよう設計されている機種もある。
コードレス電話システムは公衆電気通信回線網に接続せず宅内や事業所の同一構内で独立して運用する場合もある。
コードレス電話にはアナログ方式とデジタル方式がある。デジタルコードレス電話の方式としては欧州電気通信標準化機構 (European Telecommunications Standards Institute、ETSI) で標準化されているDECT (Digital Enhanced Cordless Telecommunication) 方式などがある。DECT方式は国際電気通信連合 (ITU) でIMT-2000の一方式として承認されており、DECT方式のコードレス電話機は2008年の全世界での販売実績が年間約6千万台以上となっている。

## 日本におけるコードレス電話

### 歴史
日本のコードレス電話システムは1987年（昭和62年）にアナログコードレス電話、1993年（平成5年）にデジタルコードレス電話が制度化され、さらに高速データ通信等への対応のために技術化された新方式のデジタルコードレス電話の導入が進んでいる。
- 1970年（昭和45年）- 大阪万博で初めて登場[2]した。
- 1979年（昭和54年）- 4月から日本電信電話公社（略称 電電公社）が機器のレンタルを開始した。
  - 空中線電力0.003W以下の公衆通信業務用陸上移動局とされた。
- 1985年（昭和60年）- 京セラが未認可のコードレス電話機（商品名 フリーコール）を電器店で販売し、国会で取り上げ[3]られた。
- 1987年（昭和62年）-（アナログ方式の）技術基準が「コードレス電話の無線局」として制度化[4][5][6]され、販売も自由化された。
  - 免許を要しない無線局の一種である最大空中線電力10mWの小電力無線局とされ、電波法による無線局としての技術基準適合証明と電気通信事業法による端末機器としての技術基準適合認定の両者の認証を要することとなった。
- 1988年（昭和63年）- 電波システム開発センター（略称 RCR）（現・電波産業会（略称 ARIB））が、技術基準を含めた標準規格「RCR STD-13 250MHz/380MHz帯コードレス電話の無線局の無線設備」[7]、「RCR STD-14 著しく微弱な電波を使用するコードレス電話の無線設備」[8]を策定した。
  - 自由化以後は、急速に普及した。当初の親機には単なる通話機能のみしかなかったが、次第に留守番電話やFAX機能を付加したものが主流となった。
- 1993年（平成5年）- 1.9GHz帯を用いるデジタル方式の技術基準が「デジタル方式のコードレス電話の無線局」として制度化[9][10]された。RCRもこれにあわせた標準規格「RCR STD-28 第二世代コードレス電話システム」[11]を策定した。
  - 以後、デジタル方式が主流になっている。
- 1995年（平成7年）- 認証の表示は技適マークに統一[12]された。
- 2003年（平成15年）- 2.4GHz帯を用いるデジタル方式コードレス電話が発売された[13]。
  - PHSの衰退に伴いデジタル方式の主流はこちらになっている。
- 2005年（平成17年）
  - 電波の利用状況調査結果の中で、デジタル方式のコードレス電話を含む免許不要局の出荷台数が公表された（#出荷台数参照）。
    - 周波数の調査範囲は770MHz～3.4GHz、 翌年は770MHz以下で3年周期で実施[14]する。

  - スプリアス発射等の強度の許容値に関する技術基準が改正[15]された。
- 2006年（平成18年）- 電波の利用状況調査結果の中で、コードレス電話を含む免許不要局の出荷台数が公表された（同上参照）。
- 2010年（平成22年）- 10月にデジタル方式の技術基準が改正[16][17][18]され、sPHS方式およびDECT方式の技術的条件[19]が追加された。
- 2011年（平成23年）- 3月にARIBが、デジタルコードレス電話の標準規格[11]にsPHS方式を追加した。また、DECT方式の標準規格「ARIB STD-T101 時分割多元接続方式広帯域デジタルコードレス電話」[20]を策定した。

### アナログコードレス電話

#### 仕組み
親機・子機それぞれに総務大臣から異なるID（呼出符号）が指定され、親機に子機を登録することで使用可能となり、不正使用を防いでいる。
登録は当初は販売者でなければできなかったが、子機が別売りされるようになり、加入者ができるようになった。マルチチャネルアクセス無線方式で、他の無線局が使用していないか確かめてから電波を発信するキャリアセンス機能で混信を避ける。
スペクトル反転式秘話装置を内蔵し傍受されにくくなっている機種やコンパンダ（圧縮伸張器）を内蔵し電波が弱いときのノイズが聴感上気にならないようにしている機種がある。

#### 小電力コードレス電話
送信周波数は親機380.2125 - 381.3125MHz・子機253.8625 - 254.9625MHzである。
アナログ業務無線と同じ周波数変調であるため、受信機さえ用意すれば、半径50m程度なら簡単に傍受できてしまう。高層住宅等で使用した場合、数km先まで電波が到達することもありうる。スペクトル反転式秘話装置は動作原理が単純であるので、解読装置を受信機に接続すれば秘話解除されてしまう。
一般家庭用のほか、事業所コードレス電話と呼ばれる、企業などの内線電話として多数の親機を設置して構内の各場所での通話を可能にしたシステムもあったが、2000年代に入り構内PHSシステムや無線IP電話（IPセントレックス）に置き換えられるようになった。
親子間通話の機能のみを利用しクレーン合図用とした製品もある。連続送信できる同時通話形の無線電話用特定小電力無線局の出力は1mWなので、より安定した通信が期待できる。

#### 微弱電力コードレス電話
微弱無線局の一種で出力は電波法令に定める微弱電力の範囲内、周波数は機種ごとに異なり技術基準適合証明も要さない。
小電力コードレス電話に比べ、通話可能な親機と子機との距離が短く音質が悪い。自由化初期に低価格製品として販売されたが、微弱電波のために通信が不安定で、1990年代の小電力コードレス電話の価格低下に伴い製造されなくなった。

### デジタルコードレス電話

#### 第二世代デジタルコードレス電話
公衆サービスのPHS（公衆PHS）と、同方式で1.9GHz帯を共用する。自営PHSとも呼ばれる。この方式にも総務大臣からIDが指定される。
PHS端末を親機に登録すれば子機として用いることができる。PHS自営モードを用いた医療機関、工場等の構内PHSシステムとしての使用が主たる用途となっている。
高度化PHSも1.9GHz帯を使用するが、コードレス電話としての製品は確認されていない。なお、電気通信事業としてのPHSは一部を除き2021年2021年1月31日にサービス終了したが、自営PHSとしての使用は電気通信事業にあたらないため、事業終了後も利用可能である。
DECTによるレトロニムとして、（2G相当の）自営PHSを「狭帯域デジタルコードレス電話」と呼ぶ場合もある。
子機間通話
第二世代コードレス電話は同じ親機に登録された子機同士であれば、親機を介さずトランシーバーとして交互通信できるよう設計されている。また、親機を介せば同時通信できる機種もある。

#### 2.4GHz帯デジタルコードレス電話
FHSS-WDCT (Frequency Hopping Spread Spectrum - Worldwide Digital Cordless Telephone) に準拠する。PHSと互換性はない。デジタル方式であることと周波数ホッピングであることにより、傍受されにくい（市販の受信機では傍受困難）。
電波法令上は、小電力データ通信システムの無線局として無線LAN (Wi-Fi) などと同等の扱いである。
種々の機器と共用している周波数であり、混信等の妨害は不可避であるのでその旨の表示がされている。ISMバンドを用いる高周波利用設備からは、有害な混信を容認しなければならないとされ、特に電子レンジの動作中には大きな妨害を受ける。
また、免許・登録を受けて運用する無線局から、有害な混信等も容認しなければならず、逆に無線局から使用中止を要求されたら、それに従わねばならない。更に、同等の機器に対しては、先に使用しているものが優先するが、実際には混信等を完全に回避できるものではない。

#### デジタルコードレス電話の新方式
日本国内において、前述の自営PHS用の帯域（1.9GHz帯）で高速データ通信を可能にする新方式として、前述の「DECT」と、XGP (eXtended Global Platform) の流れをくむ『sPHS方式』の2方式が規格として検討された。2者のうち実用化されたのは（日本型）DECTで、sPHSはされなかった。
sPHS方式に代わり、TD-LTE基盤として公衆用端末とも互換性の高い、sXGP (shared XGP) 方式が2016年から検討されている（「LTE方式のデジタルコードレス電話に係る技術的条件」）。
- DECT
  - ETSIが策定したデジタルコードレス電話規格。PHS、2.4GHz帯FHSS-WDCTのいずれとも互換性はない。ただし、日本国内では、公衆・自営PHS共用帯域（第2世代デジタルコードレス）[34]と帯域を共用する。さらに、これら既存PHSと協調動作ができる仕様の機器に限り認可されている。3G相当である事から日本向けDECTを「広帯域デジタルコードレス電話」と呼ぶ事もある[29]。
- sPHS
  - XGP (eXtended Global Platform) をベースに自営用PHS端末の代替向けに開発が検討されたが、規格考案および帯域割当てだけに止まり、実用化されなかった。次のVoLTE/sXGPに取って代わられた。
- VoLTE/sXGP
  - 日本国内において、DECT方式デジタルコードレス電話と同じ帯域を共用する。方式はTD-LTE (Band39) と同様であり、日本向けに周波数帯域幅の限定、既存機器との協調動作（キャリアセンス）、および構内コードレス向けの出力抑制仕様となる[33]。さらに公衆用TD-LTE端末（所謂一般的スマートフォン等）とシームレスな共用を意図している[29]。

### 表示
#歴史に述べたとおり、コードレス電話には技術基準適合証明と技術基準適合認定の両者の認証を要する。表示を要する事項とコードレス電話に関する内容は、次のとおりである。
2014年（平成26年）10月1日現在
| 種類 | 記号、種別         | 記号、種別         | 備考 |
| 技適マーク | Ｃの内部に稲妻と〒 | Ｃの内部に稲妻と〒 | 直径3mm以上 |
| 技術基準適合証明 | 小電力             | L                  | 技術基準適合証明番号は4字目または4-5字目 工事設計認証番号には種別表示は無い （4字目はハイフン(-)） 自己確認番号は7字目または7-8字目 |
| 技術基準適合証明 | デジタル           | IZ                 | 技術基準適合証明番号は4字目または4-5字目 工事設計認証番号には種別表示は無い （4字目はハイフン(-)） 自己確認番号は7字目または7-8字目 |
| 技術基準適合証明 | デジタル (DECT)    | AT                 | 技術基準適合証明番号は4字目または4-5字目 工事設計認証番号には種別表示は無い （4字目はハイフン(-)） 自己確認番号は7字目または7-8字目 |
| 技術基準適合証明 | デジタル (sPHS)    | BT                 | 技術基準適合証明番号は4字目または4-5字目 工事設計認証番号には種別表示は無い （4字目はハイフン(-)） 自己確認番号は7字目または7-8字目 |
| 技術基準適合証明 | 2.4GHz帯           | WW                 | 技術基準適合証明番号は4字目または4-5字目 工事設計認証番号には種別表示は無い （4字目はハイフン(-)） 自己確認番号は7字目または7-8字目 |
| 技術基準適合認定 | 電話用設備         | A                  | 技術基準適合認定番号または設計認証番号は1字目 自己確認番号は7字目                                                                   |
| 太字が改正事項 従前のものは認証の時期によりマークや番号の表記が異なるものがあり、 1998年（平成10年）まではIDに関する表示も要した。 |                    |                    | |

### 出荷台数
| 種類 | 平成14年度 | 平成15年度 | 平成16年度 | 出典                                               |
| --- | ---------- | ---------- | ---------- | -------------------------------------------------- |
| 小電力コードレス電話（子機） | 4,500,907  | 4,325,010  | 4,021,102  | 第2章 電波利用システムごとの調査結果（免許不要局） |
| 小電力コードレス電話（親機） | 4,259,155  | 4,262,496  | 3,957,069  | 第2章 電波利用システムごとの調査結果（免許不要局） |
| 種類 | 平成17年度 | 平成18年度 | 平成19年度 | 出典                                               |
| 小電力コードレス電話（子機） | 4,117,238  | 2,334,922  | 609,245    | 第2章 電波利用システムごとの調査結果（免許不要局） |
| 小電力コードレス電話（親機） | 3,433,840  | 1,942,712  | 492,086    | 第2章 電波利用システムごとの調査結果（免許不要局） |
| 種類 | 平成20年度 | 平成21年度 | 平成22年度 | 出典                                               |
| 小電力コードレス電話（子機） | 33,671     | 36,822     | 36,613     | 第2章 電波利用システムごとの調査結果（免許不要局） |
| 小電力コードレス電話（親機） | 40,386     | 40,109     | 37,429     | 第2章 電波利用システムごとの調査結果（免許不要局） |
| 種類 | 平成23年度 | 平成24年度 | 平成25年度 | 出典                                               |
| 小電力コードレス電話（子機） | 25,931     | 26,773     | 23,869     | 第2章 電波利用システムごとの調査結果（免許不要局） |
| 小電力コードレス電話（親機） | 26,732     | 27,569     | 26,731     | 第2章 電波利用システムごとの調査結果（免許不要局） |
| 種類 | 平成26年度 | 平成27年度 | 平成28年度 | 出典                                               |
| 小電力コードレス電話（子機） | 19,249     | 13,092     | 3,361      | 第2章 電波利用システムごとの調査結果（免許不要局） |
| 小電力コードレス電話（親機） | 19,283     | 13,153     | 3,374      | 第2章 電波利用システムごとの調査結果（免許不要局） |
| 種類 | 平成13年度 | 平成14年度 | 平成15年度 | 出典                                               |
| デジタルコードレス電話 | 909,546    | 959,745    | 626,778    | 第2章 電波利用システムごとの調査結果（免許不要局） |
| 種類 | 平成16年度 | 平成17年度 | 平成18年度 | 出典                                               |
| デジタルコードレス電話 | 295,451    | 349,213    | 296,586    | 第2章 電波利用システムごとの調査結果（免許不要局） |
| 種類 | 平成19年度 | 平成20年度 | 平成21年度 | 出典                                               |
| デジタルコードレス電話 | 190,867    | 195,119    | 518,795    | 第2章 電波利用システムごとの調査結果（免許不要局） |
| 種類 | 平成22年度 | 平成23年度 | 平成24年度 | 出典                                               |
| デジタルコードレス電話 | 190,867    | 195,119    | 518,795    | 第2章 電波利用システムごとの調査結果（免許不要局） |
| デジタルコードレス電話 (広帯域TDMA) | 434,621    | 462,732    | 328,157    | 第2章 電波利用システムごとの調査結果（免許不要局） |
| 種類 | 平成25年度 | 平成26年度 | 平成27年度 | 出典                                               |
| デジタルコードレス電話 | 303,395    | 476,809    | 609,280    | 第2章 電波利用システムごとの調査結果（免許不要局） |
| デジタルコードレス電話 (広帯域TDMA) | 3,656,711  | 4,714,866  | 5,258,293  | 第2章 電波利用システムごとの調査結果（免許不要局） |
| 注1 2.4GHz帯は小電力データ通信システムに集計され、上記には集計されない。 注2 デジタルコードレス電話 (広帯域TDMA)には、J-DECTの機器（トランシーバー、ラジオマイク等）を含む。 |            |            |            |                                                    |

### 旧技術基準による機器の使用期限
#歴史の項でも触れたが、2005年（平成17年）12月に無線設備規則のスプリアス発射等の強度の許容値に関する技術基準の改正により、旧技術基準に基づき認証された適合表示無線設備の使用期限は「平成34年11月30日」とされた。
旧技術基準の無線設備とは、
- 「平成17年11月30日」[48]までに認証された適合表示無線設備
- 経過措置として、旧技術基準により「平成19年11月30日」までに認証された適合表示無線設備[49]

である。
本記事で解説されているものの内、該当するのは
- 微弱電力コードレス電話
- 小電力コードレス電話とデジタルコードレス電話のうち旧技適基準に該当するもの

である。
この使用期限は、2021年（令和3年）8月にコロナ禍により「当分の間」延期された。
この延期により特定小電力無線局は、本記事以外で解説されているものを含め旧技術基準の適合表示無線設備は、新たな使用期限が設定されるまで、令和4年12月1日以降は「他の無線局の運用に妨害を与えない場合に限り」使用可能とされた。

### 不法コードレス電話

#### 規制
電波を発射する機器は電波法に基づく総務大臣の無線局の免許を受けるのが原則である。コードレス電話はこの規定の例外の小電力無線局の一種として技術基準適合証明を要する。
「日本国外製は日本製より電波の到達範囲が広い」などを売り文句にしている販売業者があるが、日本国外仕様のコードレス電話の販売や所有に法的規制は無いものの技術基準には適合していないものが多い。技術基準適合証明を受けていない機器を使用することは不法無線局を開設したとして電波法第4条違反となり、第110条に規定する罰則の対象にもなる。 このようなコードレス電話が、不法コードレス電話である。
すなわち、技術基準に適合している証明である技適マークが無ければ日本国内で使用してはならない。この技術基準には「容易に開けることができないこと」とあり、特殊ねじなどが用いられているので、使用者は改造はもちろん保守・修理のためであっても分解してはならない。日本国内向けであっても改造されたものは、技術基準適合証明が無効になるので不法コードレス電話となる。
また、コードレス電話を含め技術基準適合認定の無い端末機器をNTTなど電気通信事業者の回線に接続を請求することは電気通信事業法第52条により拒否されることがある。
技適マーク#規制事項も参照。

#### 沿革
1980年（昭和55年）頃から、主に不法市民ラジオと同様に、ユニデンなどの日本国内メーカーが輸出していたものが逆輸入されて、秋葉原などの電気街などで販売されていた。電波法はもとより、電気通信事業法施行以前（1984年度（昭和59年度）まで）は、日本電信電話公社の回線に接続することは、公衆電気通信法にも違反していた。
それでも、黒電話しか選択肢の無かった時代に、受話器コードを気にせず自由に話せるスタイルや、日本国外向け製品であるため、洗練されたデザイン、ダイヤル回線でプッシュボタンが使える、短縮ダイヤルなど多彩な機能で、密かな人気を集めていた。中には、伝達距離が数十kmクラスの飛距離を誇るハイパワータイプも現れ、携帯電話の出現前で、自動車電話が高嶺の花の時代に、違法を承知で使用する者も現れた。
そんな中、京セラが勇み足で、独自の規格を用いて、日本国内向けのコードレス電話を発売した。無認可機器であること、使用している周波数が自衛隊に割り当てられた周波数だったことなどから、国会で取り上げられてしまう。しかしこれが世論を掻き立て、折から日本電信電話公社からNTTに移行した直後の電気通信自由化にともなう「端末の自由化」の波に乗って、一気にコードレス電話が自由化した。自由化後には、不法コードレス電話は減少したものの、根絶したとは言えない。

#### 措置局数
| 年度 | 局数 | 出典                          |
| --- | ---- | ----------------------------- |
| 昭和60年度 | 940  | 資料6-19 不法無線局の措置状況 |
| 昭和61年度 | 591  | 資料6-19 不法無線局の措置状況 |
| 昭和62年度 | 250  | 資料6-19 不法無線局の措置状況 |
| 昭和63年度 | 205  | 資料6-18 不法無線局の措置状況 |
| 平成元年度 | 213  | 資料6-18 不法無線局の措置状況 |
| 平成2年度 | 107  | 資料6-18 不法無線局の措置状況 |
| 平成3年度 | 612  | 資料6-18 不法無線局の措置状況 |
| 平成4年度 | 33   | 資料1-67 不法無線局の措置状況 |
| 平成5年度 | 11   | 資料1-42 不法無線局の措置状況 |
| 平成6年度 | 9    | 資料1-42 不法無線局の措置状況 |
| 平成7年度 | 74   | 資料1-42 不法無線局の措置状況 |
| 通信白書からの抜粋 昭和59年度以前はその他の不法無線局に含まれていた。 平成8年度以降は通信白書に掲載は無く不法無線局#出現・措置状況のその他に含まれる。 |      |                               |

## 欧米におけるコードレス電話

### ヨーロッパ
ヨーロッパでは1988年に欧州電気通信標準化機構 (European Telecommunications Standards Institute、ETSI) がDECT (Digital Enhanced Cordless Telecommunication) の標準化作業を開始し、1,880～1,900MHzを標準とする周波数帯が利用されている。
- 1988年 - 欧州電気通信標準化機構でDECTの標準化作業が始まる[1]。
- 1991年 - ETSI-DECTの初版が発行される[1]。
- 1993年頃 - DECTに準拠したコードレス電話が発売される[1]。
- 2007年 - 欧州電気通信標準化機構から次世代DECTの初版が発行される[1]。

### アメリカ合衆国
アメリカ合衆国では連邦通信委員会 (Federal Communications Commission、FCC) が規則を改正してUS-DECT (DECT6.0) と呼ばれる方式が2005年に認可された。北米では1,920～1,930MHzを標準とする周波数帯が利用されている。
- 2004年 - 連邦通信委員会で周波数の再割当が行われ、UPCS (Unlicensed Personal Communication Service) 機器規則が公表される[1]。
- 2005年 - 連邦通信委員会がUS-DECT (DECT6.0) を認可[1]。

## メーカー
2014年現在の日本国内販売メーカー
- 岩崎通信機（事業所向けのみ）
- NECプラットフォームズ（旧社名　日通工→NECインフロンティア : 事業所向けのみ）
- サクサ（田村電機と大興電機の合併により誕生。沖電気工業にOEM提供 : 事業所向けのみ）
- シャープ
- ナカヨ（日立情報通信エンジニアリングにOEM提供 : 事業所向けのみ）
- オンキヨー&パイオニア（旧社名　パイオニアホームエレクトロニクス）
- パナソニック システムネットワークス（三洋電機コンシューマエレクトロニクスの電話機事業も継承）
- ブラザー工業（2021年現在は複合機の付属機能のみ。一部機種を除く）

NTTグループが、各社のOEM製品を販売。
（50音順）
過去には京セラ・ソニー・ケンウッド（現JVCケンウッド）・ ユニデン（現・ユニデンホールディングス、1980年代にジャック・ニクラウスを起用したCMで、コードレスフォンが普及していなかった米国にコードレスフォンブームを起こした。）なども製造・販売していた。

## その他
2006年（平成18年）、千葉県銚子市の民家で使われていたコードレス電話から243MHzの遭難信号が繰り返し発射され、海上保安庁が複数回出動する事態となった。その後、コードレス電話の電池劣化により稀にこのような現象が発生することが判明し、NTT東日本とNTT西日本は回収・交換措置を取っている。